# シャルル・メニエ
シャルル・メニエ（Charles Meynier ,  1768年11月24日 - 1832年9月6日）は「新古典主義」のフランスの画家である。

## 略歴
パリで生まれた。父親は仕立て屋であったが、美術の愛好家であった。版画家のショファール（Pierre-Philippe Choffard）に弟子入りし、熟練した版画家になったが、画家になることを望んだ。コメディ・フランセーズの俳優として成功した兄がいて、人気のあった画家、フランソワ＝アンドレ・ヴァンサンの工房で学ぶ費用をまかなうことができた。4年間の修行の後1789年にローマ賞に応募し2位を得た。その後ローマに留学し、古代彫刻を描いた作品などを製作し、美術品のコレクションも作った。
1793年にフランス革命の混乱の中のフランスに帰国した。ナポレオンの事績を題材とした絵画を描き、1806年から建設が始まったカルーゼル凱旋門のレリーフのデザインなどの仕事もした。女性のための絵画教室なども開いた、シャルル・メニエに学んだ女性画家にはルイーズ・マリ＝ジャンヌ・エルサンらがいる。1819年になってパリのエコール・デ・ボザールの教授に任じられた。
1832年にコレラの流行によって亡くなった。

## 作品

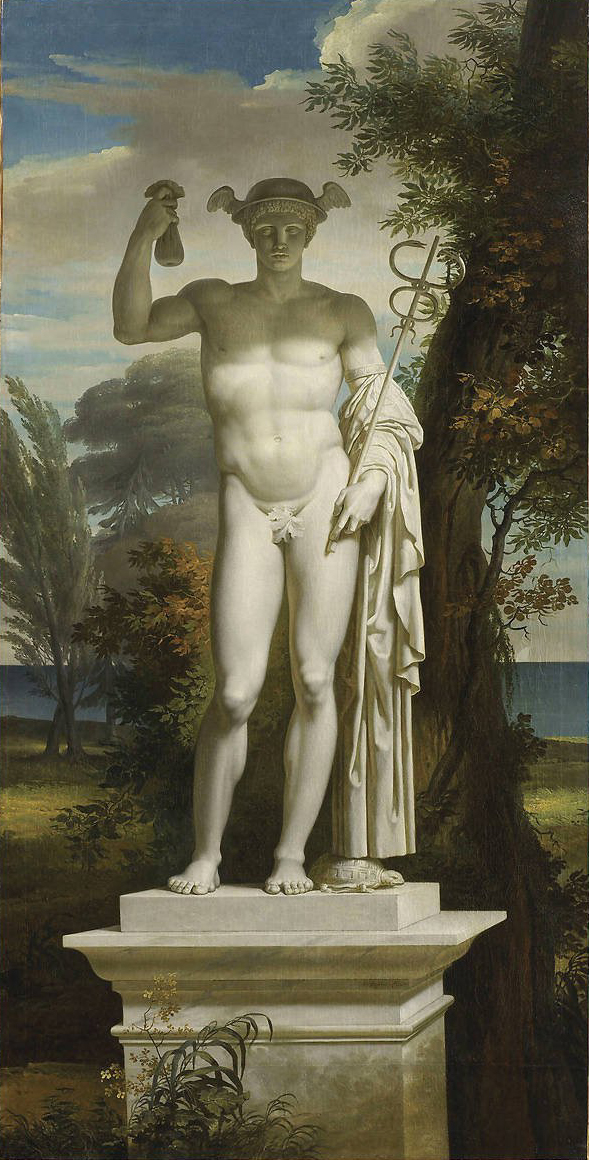
メルクリウス像
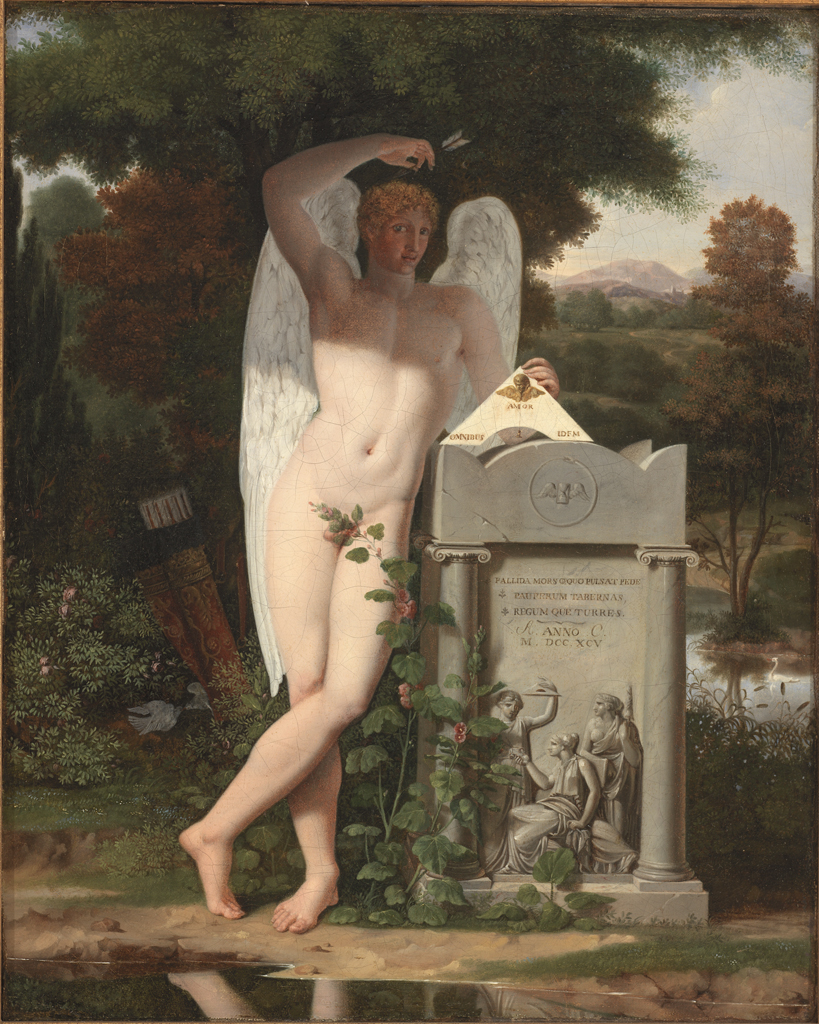
"Amor Omnibus Idem" (1875)
ナポレオンのロバウ島への帰還 (部分)(1820)
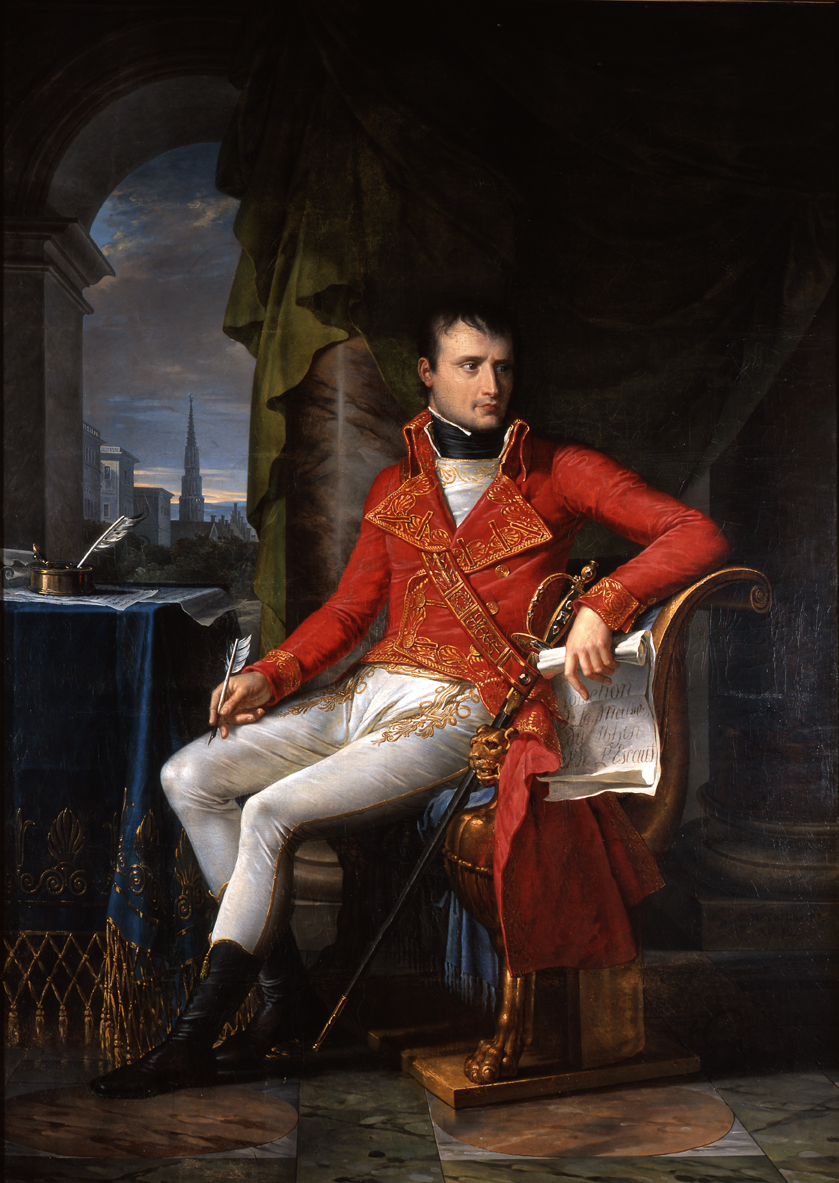
第1コンスルとなったナポレオン(1804)

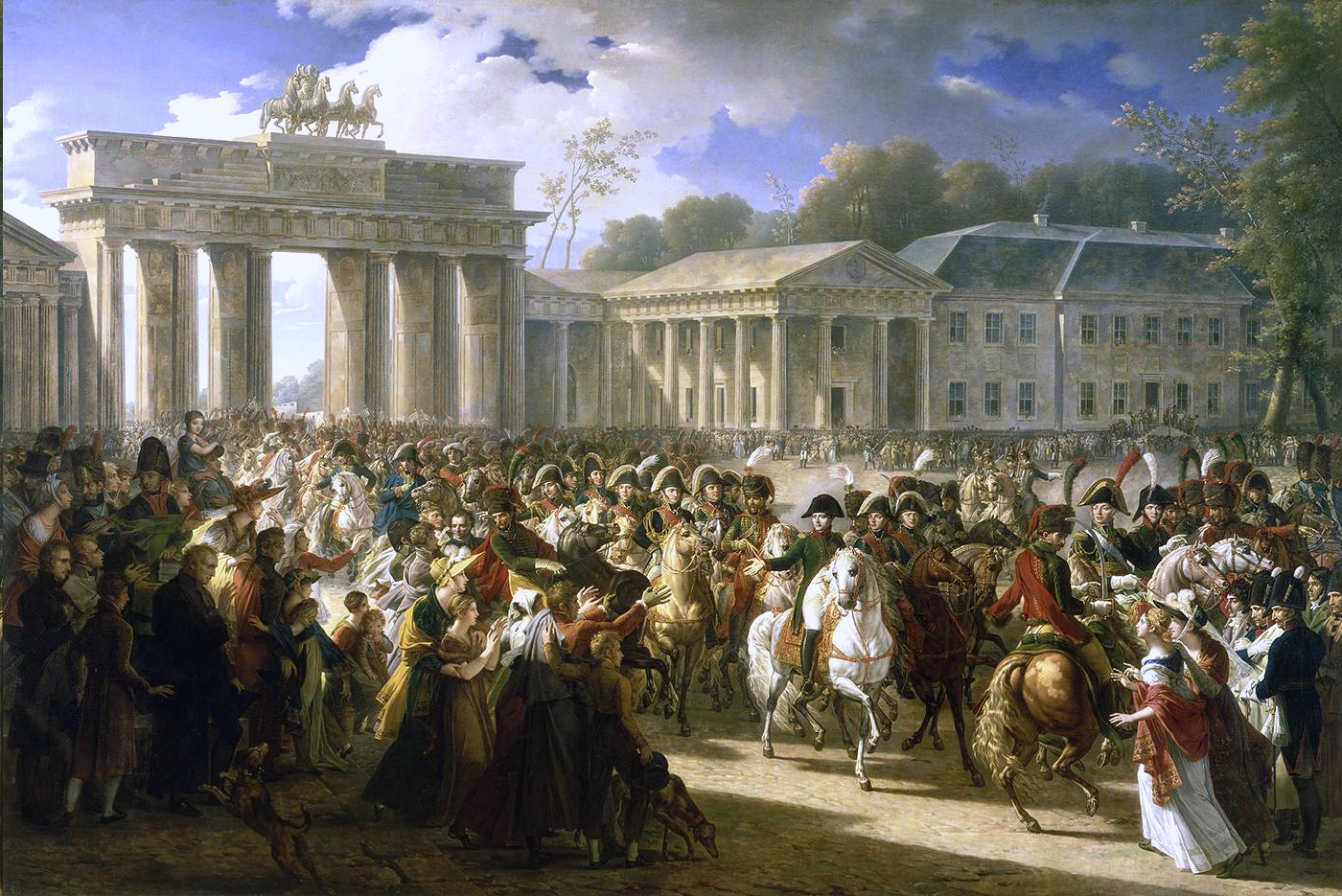
ナポレオンのベルリン入城
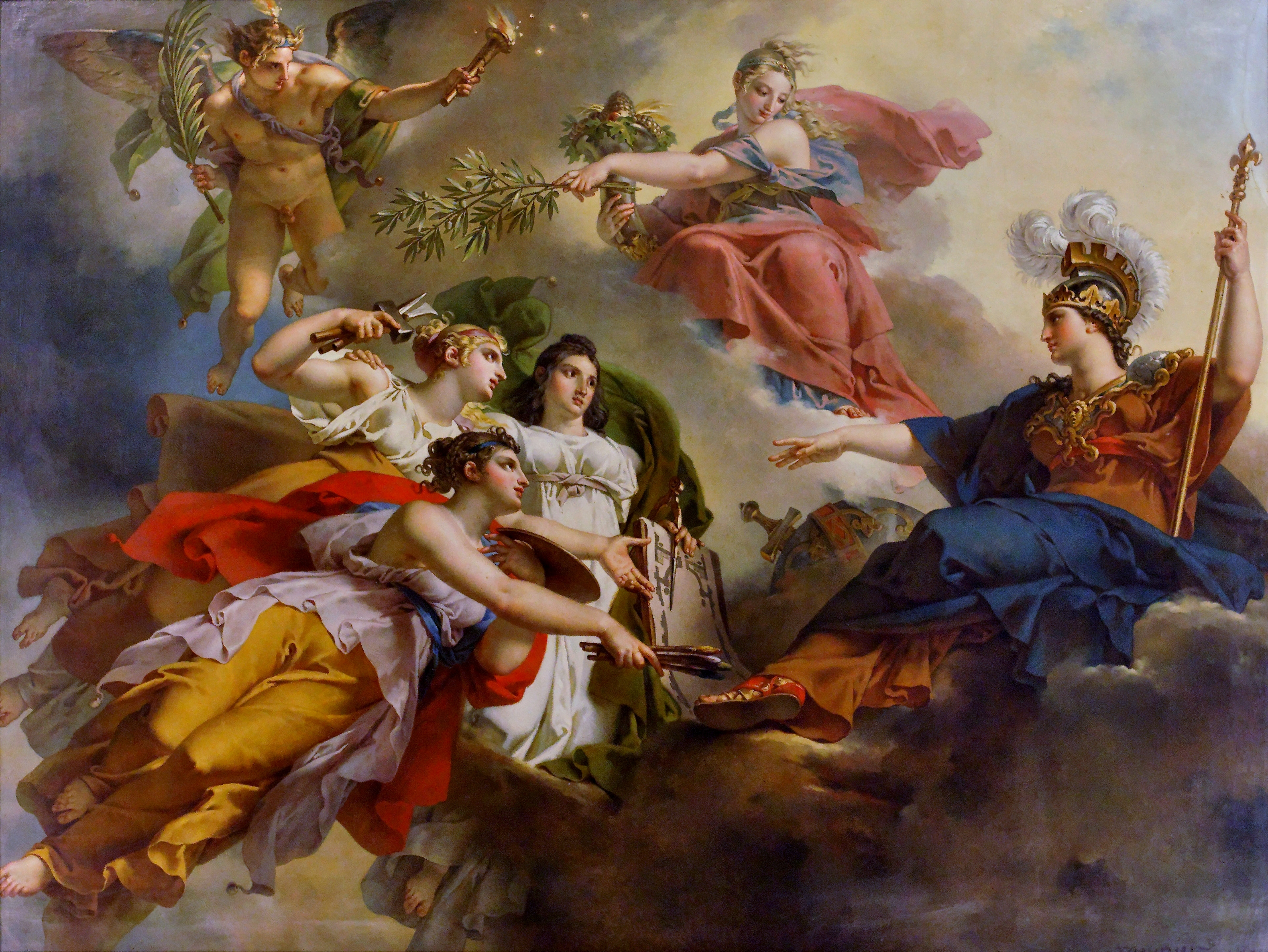
ミネルヴァの名の下に芸術を守るフランス
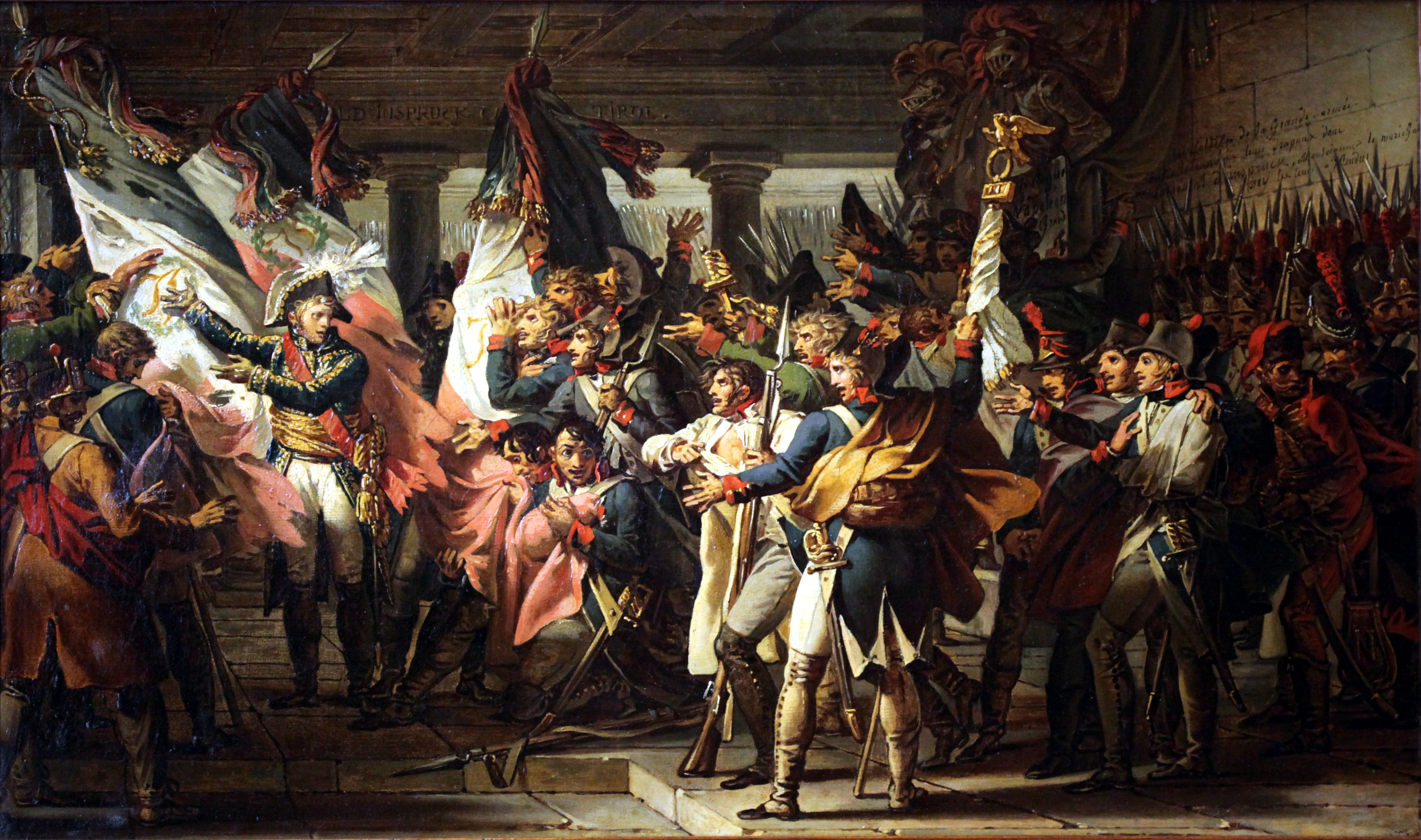
フランス軍の兵士